# Roxana Saberi
Roxana Saberi (Belleville, 26 aprile 1977) è una giornalista e sceneggiatrice statunitense.

## Biografia
Nata nel New Jersey da padre iraniano e madre giapponese, è cresciuta a Fargo (Dakota del Nord); ha doppia cittadinanza iraniana-statunitense.
Ha giocato a calcio nelle Cobbers, la squadra del Concordia College di Moorhead (Minnesota), e in quella del King's College di Cambridge.
Nel 1997 è stata eletta Miss North Dakota, arrivando poi tra le prime dieci a Miss America.
Laureatasi in storia del giornalismo alla Northwestern University, è diventata giornalista freelance, lavorando anche per la prestigiosa BBC.
Dal gennaio 2009 all'11 maggio 2009, Roxana Saberi è stata reclusa nel carcere di massima sicurezza di Evin, Teheran; luogo caratterizzato dalla massiccia presenza di prigionieri politici.
I capi d'accusa riguardavano, nell'ordine, l'acquisto di una bottiglia di vino, proibito nella Repubblica Islamica d'Iran, attività giornalistica non autorizzata, spionaggio a favore degli Stati Uniti.
Il padre, Reza Saberi, intervistato dai maggiori network mondiali, aveva sempre negato ogni capo d'accusa, sostenendo che contro l'imputata sarebbero state usate "confessioni" rese sotto coercizione durante il periodo di detenzione che aveva preceduto l'apertura del processo lampo a porte chiuse, culminato con una condanna in primo grado a otto anni e a due anni di pena sospesa in appello.
Roxana Saberi per 6 anni è stata corrispondente dall'Iran per diverse testate giornalistiche internazionali (BBC, FOX, FSN). 
Le sue inchieste vertevano in special modo sulla difesa delle minoranze e la promozione della cultura iraniana nel mondo.
Il caso della "prigioniera di coscienza" Saberi ha toccato le corde dell'opinione pubblica mondiale ed è stato seguito da vicino da organizzazioni per la tutela dei diritti umani come Amnesty International e Human Rights Watch.